# Dendropsophus reichlei
Espèce
Statut de conservation UICN

 LC  : Préoccupation mineure
Dendropsophus reichlei est une espèce d'amphibiens de la famille des Hylidae.

## Répartition
Cette espèce est endémique de Bolivie. Elle se rencontre entre 200 et 300 m d'altitude dans l'Ouest et le centre du département de Pando,.

## Publication originale
- Moravec, Aparicio, Guerrero-Reinhard, Calderon, & Köhler, 2008 : Diversity of small Amazonian Dendropsophus (Anura: Hylidae): another new species from northern Bolivia. Zootaxa, no 1918, p. 1-12.